# Eddystone Rock (Falklandinseln)
Eddystone Rock (spanisch Roca Remolinos) ist eine Insel der Falklandinseln im Südatlantik.

## Geographie
Eddystone Rock ist ein Felsen im Wasser umgeben von einem Riff. Er liegt 7,6 Kilometer nordwestlich von Cape Dolphin (spanisch Cabo Leal), dem nördlichsten Punkt der Insel Ostfalkland (spanisch Isla Soledad).